# Pallavolo Pinerolo 2021-2022
Questa voce raccoglie le informazioni riguardanti la Pallavolo Pinerolo nelle competizioni ufficiali della stagione 2021-2022.

## Stagione
Nella stagione 2021-22 la Pallavolo Pinerolo assume la denominazione sponsorizzata di Eurospin Ford Sara Pinerolo.
Partecipa per la decima volta, la quarta consecutiva, alla Serie A2 chiudendo il girone B della regular season di campionato al primo posto in classifica; disputa lo spareggio promozione con la Millenium Brescia, prima classificata del girone A, vincendo la serie alla quarta gara e conquistando la promozione in Serie A1.
Grazie al primo posto in classifica al termine del girone di andata della regular season acquisisce il diritto di partecipazione alla Coppa Italia di Serie A2; a causa della positività al COVID-19 di alcune atlete rinuncia a disputare la prevista partita con la Futura Giovani e viene esclusa dalla competizione.

## Organigramma societario
Area direttiva
- Presidente: Claudio Prina
- Vice presidente: Rocco Costantino
- Direttore sportivo: Francesco Cicchiello
- Team manager: Alessandro Reale

Area tecnica
- Allenatore: Michele Marchiaro
- Allenatore in seconda: Alberto Naddeo
- Assistente allenatore: Giorgio Colombo
- Scout Man: Gustavo Gallotti

Area comunicazione
- Addetto stampa: Daniela Chiavassa

Area sanitaria
- Preparatore atletico: Marco Sesia

## Rosa
| N° | Nome               | Ruolo | Data di nascita  | Nazionalità sportiva |
| -- | ------------------ | ----- | ---------------- | -------------------- |
| 2  | Jessica Joly       | S     | 6 gennaio 2000   | Italia               |
| 4  | Febe Faure Rolland | P     | 28 maggio 2003   | Italia               |
| 5  | Federica Carletti  | S     | 14 marzo 2000    | Italia               |
| 6  | Michelle Gueli     | L     | 6 agosto 2003    | Italia               |
| 7  | Carolina Pecorari  | S     | 7 gennaio 2003   | Italia               |
| 8  | Silvia Bussoli     | S     | 22 novembre 1993 | Italia               |
| 9  | Alessia Midriano   | C     | 6 giugno 1982    | Italia               |
| 11 | Vittoria Prandi    | P     | 4 novembre 1994  | Italia               |
| 12 | Ylenia Pericati    | L     | 22 marzo 1994    | Italia               |
| 13 | Valentina Zago     | O     | 21 febbraio 1990 | Italia               |
| 14 | Lavinia Zamboni    | C     | 23 ottobre 2002  | Italia               |
| 15 | Elisabetta Tosini  | S     | 15 giugno 2000   | Italia               |
| 17 | Anna Gray          | C     | 15 novembre 1996 | Italia               |
| 18 | Yasmina Akrari     | C     | 31 agosto 1993   | Italia               |

## Mercato
| Acquisti | Acquisti          | Acquisti          | Acquisti   |
| R.       | Nome              | da                | Modalità   |
| -------- | ----------------- | ----------------- | ---------- |
| S        | Federica Carletti | Futura Giovani    | definitivo |
| S        | Jessica Joly      | Hermaea           | definitivo |
| C        | Alessia Midriano  | Mondovì           | definitivo |
| L        | Ylenia Pericati   | Millenium Brescia | definitivo |
| P        | Vittoria Prandi   | Bergamo           | definitivo |

| Cessioni | Cessioni          | Cessioni      | Cessioni   |
| R.       | Nome              | a             | Modalità   |
| -------- | ----------------- | ------------- | ---------- |
| P        | Elisa Allasia     | Gossolengo    | definitivo |
| P        | Jennifer Boldini  | Pro Victoria  | definitivo |
| S        | Simona Buffo      | Soverato      | definitivo |
| C        | Nicoletta Casalis | Piossasco     | definitivo |
| S        | Alessia Fiesoli   | Helvia Recina | definitivo |
| L        | Silvia Fiori      | Megavolley    | definitivo |

## Risultati

### Serie A2

#### Girone di andata
| 1ª Giornata - 10 ottobre 2021 Palazzetto dello Sport, Villafranca Piemonte  | Pinerolo             | 3 - 0 | Sicilia             | 25-21, 28-26, 25-19               |
| 2ª Giornata - 17 ottobre 2021 PalaManera, Mondovì                           | Mondovì              | 2 - 3 | Pinerolo            | 25-22, 19-25, 25-21, 19-25, 13-15 |
| 3ª Giornata - 24 ottobre 2021 PalaScoppa, Soverato                          | Soverato             | 3 - 2 | Pinerolo            | 25-15, 18-25, 25-18, 23-25, 15-12 |
| 5ª Giornata - 3 novembre 2021 Centro Pavesi, Milano                         | Club Italia          | 0 - 3 | Pinerolo            | 15-25, 22-25, 16-25               |
| 6ª Giornata - 7 novembre 2021 Palazzetto dello Sport, Villafranca Piemonte  | Pinerolo             | 3 - 0 | Vicenza             | 25-19, 25-13, 25-20               |
| 7ª Giornata - 14 novembre 2021 Palazzetto dello Sport, Lignano Sabbiadoro   | Talmassons           | 1 - 3 | Pinerolo            | 25-19, 22-25, 19-25, 17-25        |
| 8ª Giornata - 17 novembre 2021 PalaFrancescucci, Casnate con Bernate        | Alba                 | 2 - 3 | Pinerolo            | 17-25, 21-25, 25-19, 25-21, 18-20 |
| 9ª Giornata - 21 novembre 2021 Palazzetto dello Sport, Villafranca Piemonte | Pinerolo             | 3 - 0 | Montecchio Maggiore | 25-11, 25-16, 25-12               |
| 10ª Giornata - 28 novembre 2021 Palazzetto dello Sport, Martignacco         | Libertas Martignacco | 1 - 3 | Pinerolo            | 25-22, 15-25, 12-25, 22-25        |
| 11ª Giornata - 5 dicembre 2021 Palazzetto dello Sport, Villafranca Piemonte | Pinerolo             | 3 - 0 | Modica              | 25-16, 25-20, 25-18               |

#### Girone di ritorno
| 12ª Giornata - 19 dicembre 2021 PalaCatania, Catania                         | Sicilia             | 1 - 3 | Pinerolo             | 19-25, 18-25, 25-22, 23-25        |
| 13ª Giornata - 23 febbraio 2022 Palazzetto dello Sport, Villafranca Piemonte | Pinerolo            | 3 - 1 | Mondovì              | 23-25, 25-18, 25-19, 25-21        |
| 14ª Giornata - 16 febbraio 2022 Palazzetto dello Sport, Villafranca Piemonte | Pinerolo            | 3 - 0 | Soverato             | 25-13, 25-22, 25-14               |
| 16ª Giornata - 23 gennaio 2022 Palazzetto dello Sport, Villafranca Piemonte  | Pinerolo            | 2 - 3 | Club Italia          | 24-26, 25-14, 25-21, 22-25, 12-15 |
| 17ª Giornata - 30 gennaio 2022 Palasport Città di Vicenza, Vicenza           | Vicenza             | 0 - 3 | Pinerolo             | 19-25, 21-25, 15-25               |
| 18ª Giornata - 6 febbraio 2022 Palazzetto dello Sport, Villafranca Piemonte  | Pinerolo            | 3 - 2 | Talmassons           | 25-20, 22-25, 18-25, 25-22, 15-11 |
| 19ª Giornata - 12 febbraio 2022 Palazzetto dello Sport, Villafranca Piemonte | Pinerolo            | 3 - 2 | Alba                 | 21-25, 22-25, 25-9, 25-20, 15-7   |
| 20ª Giornata - 20 febbraio 2022 PalaCollodi, Montecchio Maggiore             | Montecchio Maggiore | 0 - 3 | Pinerolo             | 18-25, 13-25, 18-25               |
| 21ª Giornata - 27 febbraio 2022 Palazzetto dello Sport, Villafranca Piemonte | Pinerolo            | 3 - 1 | Libertas Martignacco | 25-10, 25-19, 25-27, 25-19        |
| 22ª Giornata - 6 marzo 2022 PalaRizza, Modica                                | Modica              | 0 - 3 | Pinerolo             | 15-25, 12-25, 19-25               |

#### Spareggio promozione
| Finale (gara 1) - 14 marzo 2022 PalaMaddalene, Chieri   | Pinerolo          | 3 - 0 | Millenium Brescia | 28-26, 25-22, 25-16               |
| Finale (gara 2) - 20 marzo 2022 PalaGeorge, Montichiari | Millenium Brescia | 2 - 3 | Pinerolo          | 22-25, 27-25, 19-25, 25-17, 10-15 |
| Finale (gara 3) - 27 marzo 2022 PalaMaddalene, Chieri   | Pinerolo          | 2 - 3 | Millenium Brescia | 25-19, 25-27, 25-23, 24-26, 14-16 |
| Finale (gara 4) - 4 aprile 2022 PalaGeorge, Montichiari | Millenium Brescia | 0 - 3 | Pinerolo          | 21-25, 15-25, 21-25               |

### Coppa Italia di Serie A2
| Quarti di finale - 22 dicembre 2021 Palazzetto dello Sport, Villafranca Piemonte | Pinerolo | 0 - 3 | Futura Giovani | 0-25, 0-25, 0-25 |

## Statistiche

### Statistiche di squadra
| Competizione             | Punti | In casa | In casa | In casa | In trasferta | In trasferta | In trasferta | Totale | Totale | Totale |
| Competizione             | Punti | G       | V       | P       | G            | V            | P            | G      | V      | P      |
| ------------------------ | ----- | ------- | ------- | ------- | ------------ | ------------ | ------------ | ------ | ------ | ------ |
| Serie A2                 | 52    | 12      | 10      | 2       | 12           | 11           | 1            | 24     | 21     | 3      |
| Coppa Italia di Serie A2 | -     | 0       | 0       | 0       | 0            | 0            | 0            | 1      | 0      | 1      |
| Totale                   | -     | 13      | 10      | 3       | 12           | 11           | 1            | 25     | 21     | 4      |

G = partite giocate; V = partite vinte; P = partite perse 

### Statistiche dei giocatori
| Giocatore        | Serie A2 | Serie A2 | Serie A2 | Serie A2 | Serie A2 | Coppa Italia di Serie A2 | Coppa Italia di Serie A2 | Coppa Italia di Serie A2 | Coppa Italia di Serie A2 | Coppa Italia di Serie A2 | Totale | Totale | Totale | Totale | Totale |
| Giocatore        | P        | PT       | AV       | MV       | BV       | P                        | PT                       | AV                       | MV                       | BV                       | P      | PT     | AV     | MV     | BV     |
| ---------------- | -------- | -------- | -------- | -------- | -------- | ------------------------ | ------------------------ | ------------------------ | ------------------------ | ------------------------ | ------ | ------ | ------ | ------ | ------ |
| Y. Akrari        | 20       | 206      | 125      | 64       | 17       | -                        | -                        | -                        | -                        | -                        | 20     | 206    | 125    | 64     | 17     |
| S. Bussoli       | 24       | 147      | 131      | 11       | 5        | -                        | -                        | -                        | -                        | -                        | 24     | 147    | 131    | 11     | 5      |
| F. Carletti      | 24       | 299      | 243      | 32       | 24       | -                        | -                        | -                        | -                        | -                        | 24     | 299    | 243    | 32     | 24     |
| F. Faure Rolland | 14       | 2        | 1        | 0        | 1        | -                        | -                        | -                        | -                        | -                        | 14     | 2      | 1      | 0      | 1      |
| A. Gray          | 24       | 230      | 126      | 86       | 18       | -                        | -                        | -                        | -                        | -                        | 24     | 230    | 126    | 86     | 18     |
| M. Gueli         | 1        | 0        | 0        | 0        | 0        | -                        | -                        | -                        | -                        | -                        | 1      | 0      | 0      | 0      | 0      |
| J. Joly          | 22       | 117      | 93       | 10       | 14       | -                        | -                        | -                        | -                        | -                        | 22     | 117    | 93     | 10     | 14     |
| A. Midriano      | 3        | 1        | 1        | 0        | 0        | -                        | -                        | -                        | -                        | -                        | 3      | 1      | 1      | 0      | 0      |
| C. Pecorari      | 8        | 1        | 0        | 0        | 1        | -                        | -                        | -                        | -                        | -                        | 8      | 1      | 0      | 0      | 1      |
| Y. Pericati      | 23       | 1        | 1        | 0        | 0        | -                        | -                        | -                        | -                        | -                        | 23     | 1      | 1      | 0      | 0      |
| V. Prandi        | 24       | 72       | 41       | 19       | 12       | -                        | -                        | -                        | -                        | -                        | 24     | 72     | 41     | 19     | 12     |
| E. Tosini        | 1        | 0        | 0        | 0        | 0        | -                        | -                        | -                        | -                        | -                        | 1      | 0      | 0      | 0      | 0      |
| V. Zago          | 24       | 562      | 458      | 37       | 67       | -                        | -                        | -                        | -                        | -                        | 24     | 562    | 458    | 37     | 67     |
| L. Zamboni       | 7        | 19       | 10       | 8        | 1        | -                        | -                        | -                        | -                        | -                        | 7      | 19     | 10     | 8      | 1      |

P = presenze; PT = punti totali; AV = attacchi vincenti; MV = muri vincenti; BV = battute vincenti